# Unione giornalisti italiani scientifici
L'Unione Giornalisti Italiani Scientifici (UGIS), fondata nel 1966, è l'associazione che raccoglie giornalisti specializzati nella divulgazione scientifica.

## Storia e attività
Tra i fondatori originari dell'UGIS si annoverano: Ardito Desio, organizzatore della spedizione italiana che nel 1954 conquistò il K2; Giancarlo Masini, che inventò le pagine della scienza sul Corriere della Sera; Rinaldo De Benedetti, decano della divulgazione scientifica sui quotidiani con lo pseudonimo di Didimo; Silvio Ceccato, cibernetico. L'attuale presidente è Giovanni Caprara. L'affiliazione dei soci è vincolata al pagamento di una quota associativa annuale.
L'UGIS ha come scopo la promozione della divulgazione scientifica in Italia, che persegue anche sviluppando iniziative volte a favorire l'aggiornamento professionale dei suoi soci. 
Dell'associazione fanno parte un centinaio di giornalisti regolarmente iscritti all'Ordine, impegnati professionalmente nella divulgazione scientifica tramite quotidiani, periodici, agenzie, emittenti radio-televisive e pubblicazioni on-line.

## Attività internazionale
L'UGIS è tra i soci promotori della «European Union of Science Journalists' Associations» (EUSJA), fondata nel 1971, e della «World Federation of Science Journalists» (WFSJ), fondata nel 2002.

## Soci famosi
Fra i soci dell'UGIS più noti al grande pubblico vi sono:
- Giancarlo Masini (fondatore, e Presidente dal 1966 al 1984)
- Rinaldo De Benedetti Didimo
- Piero Angela
- Mario Rigutti
- Roberto Vacca
- Antonino Zichichi
- Piero Bianucci
- Piero Forcella
- Corrado Giustozzi
- Luciano Onder
- Lorenzo Pinna
- Marino Niola
- Nicoletta Salvatori
- Piergiorgio Odifreddi
- Gianni Fochi
- Andrea Crisanti
- Vincenzo Barone
- Paco Lanciano
- Alberto Angela
- Elena Cattaneo
- Roberto Burioni
- Claudio Bartocci
- Dario Bressanini
- Massimo Pigliucci
- Barbara Gallavotti
- Chiara Lalli
- Ilaria Capua
- Massimo Polidoro
- Silvia Bencivelli
- Beatrice Mautino
- Leonardo D'Imporzano
- Roberto Marcadini
- Adrian Fartade
- Luca Perri
- Barbascura X